# جاناتان ریلی-اسمیت
جاناتان ریلی-اسمیت (انگلیسی: Jonathan Riley-Smith؛ ۲۷ ژوئن ۱۹۳۸ – ۱۳ سپتامبر ۲۰۱۶) مورخ تاریخ جنگ‌های صلیبی و استاد دانشگاه کمبریج در بین سال‌های ۱۹۹۴ تا ۲۰۰۵ بود که سرانجام در سال ۲۰۱۶ درگذشت. وی آثار متعددی دارد که می‌توان به اسلام، مسیحیت و جنگ‌های صلیبی اشاره کرد.